# 托戈洛克·莫尔多
托戈洛克·莫尔多（俄語：Тоголок Молдо，本名巴伊姆别特·阿卜杜拉赫曼诺夫，1860年6月10日（格里历：6月22日）—1942年1月4日）。吉尔吉斯族，苏联诗人，文学家。吉尔吉斯族史诗《玛纳斯》表演者。

## 早年经历
1860年6月10日出生于沙俄七河州阿克塔拉区库尔特卡村的一个吉尔吉斯族农民家庭。儿时就展现出艺术天赋，是乡里的歌手。
9岁起在当地清真寺经堂学校学习读写。14岁时丧父，跟随兄弟生活。4年后他的兄弟逝世，前往朱姆卡勒做雇工。但家庭的贫困情况仍未改变。后搬到母亲的亲戚家附近，为当地巴依老爷工作。对知识的渴望使托戈洛克成为了当地毛拉家的长工。但毛拉并不在意他，托戈洛克和毛拉大吵一架后离开了。托戈洛克后来成为了一名教师，教授当地小学生阅读和写作。当时他住在楚河河谷，阅读了很多古典哲学著作，并学习了《玛纳斯》表演技艺。
1880年，托戈洛克·莫尔多与当地著名的吟游诗人，民主人士托克托古尔·萨特尔甘诺夫在克特缅秋别见面。托克托古尔流放返回后，他们之间建立了长期的友谊。
1887年回到了家乡库尔特卡村，开始从事文学创作。由于他矮胖并且胡须茂密，并且是一名吟游诗人从而得到了托戈洛克·莫尔多的绰号。这也成为了他的笔名。在此期间他创作了很多诗歌来讽刺巴依老爷的贪婪，戏剧性的描绘了尖锐的社会矛盾。

## 苏联时代
1916年，由于骚扰，他被迫离开家乡，搬到了现在的Toguz-Torous地区的Kol-Boor村。在那里，他获得了十月革命的消息并积极支持苏维埃政权的建立。十月革命期间，他创作了《革命》（1918），《自由》（1919-1920）等诗歌。
1920年代，中亚的反抗势力屡次试图颠覆红色政权。巴斯马奇分子两次袭击他的住宅并掳走了他的妻子，但他仍然坚定支持红色政权。1923年，他回到了家乡，成为第一个加入集体农庄的家庭。1936年-1938年，他向教育人民委员会下属的研究院捐赠了大量的吉尔吉斯族人类学，民俗学和历史资料。1938年加入联共（布）。苏德战争期间，他创作了《我们准备好了》（1941），《我们一定胜利》（1941）等诗歌鼓励人民群众与法西斯作战。
托戈洛克·莫尔多是著名的玛纳斯表演艺术家。他录制了《玛纳斯》史诗第二部《赛麦台依》，吉尔吉斯史诗《Shyrdakbek》，《Dzhanyl-Myrza》，《Mendirman》
等录音资料。他收集了大量不同版本的传说，谚语，俗语等资料。
1942年1月4日于故乡逝世，享年81岁。

## 作品
托戈洛克·莫尔多的诗集于1925年开始出版。第一部是1925年在莫斯科出版的诗集“ Nasyat”（“指令”）。1939年，又发行了两个版本的作品集。他的作品均以吉尔吉斯语和俄语出版。其中一些已被翻译成苏联使用的其他语言。

## 荣誉
- 荣誉勋章

## 纪念
- 苏联官方对托戈洛克·莫尔多诞辰80周年，100周年举行了隆重的纪念仪式。
- 比什凯克树立了他的纪念碑
- 他的名字被命名为村庄，学校，集体农场和城市的街道。
- 他的肖像出现在吉尔吉斯斯坦第2-4版20索姆纸币上